# Katya Santos
Pour les articles homonymes, voir Katya et Santos.
Katya Santos, née à Manille le 2 février 1982, est une actrice philippine.

## Filmographie
- 1992 : Ang TV (série télévisée) : elle-même
- 1993 : Oki Doki Doc (série télévisée)
- 1996 : Aringkingking
- 1996 : Ang TV Movie: The Adarna Adventure : Jajay
- 1996 : Anna Karenina (série télévisée) : Carla
- 1997 : Wala na bang pag-ibig?
- 1998 : It's cool bulol
- 1998 : Ang lahat ng ito'y para sa'yo : Aimee
- 1998 : Ganyan kita kamahal (série télévisée)
- 1998 : Halik sa Apoy (série télévisée) : Jenny
- 1999 : May bukas pa (série télévisée) (1999)
- 1999 : Honey, My Love, So Sweet : Vanessa
- 1999 : Kiss mo 'ko : Cynthia
- 2000 : Kailangan ko'y ikaw : Bel
- 2001 : Radyo : Myla
- 2002 : Ikaw lamang hanggang ngayon : Jean
- 2002 : Akala mo...
- 2002 : Jeannie, bakit ngayon ka lang? : l'amie d'Emma
- 2003 : Sukdulan : Elaine
- 2003 : Sex Drive : Mel
- 2003 : Keka : Keka
- 2003 : First Time : Keka
- 2003 : Utang ng ama : Justine
- 2003 : Viva Hot Babes : elle-même
- 2004 : Wet, Wild & Kinky : elle-même
- 2004 : Katya: Come Shag Me : elle-même
- 2005 : Sex in Philippines Cinema Volume 2 (documentaire) : elle-même
- 2005 : K, the P1,000,000 Videoke Contest (série télévisée) : elle-même
- 2005 : Boso : Cecilia
- 2006 : Now and Forever (série télévisée) : Iyanna
- 2006 : Reyna: Ang makulay na pakikipagsapalaran ng mga achucherva, achuchuva, achechenes...
- 2006 : Ligalig : Toti
- 2006 : Pinoy Kamasutra : elle-même
- 2007 : SineSerye (série télévisée) : Morita Ponce
- 2007 : Lastikman (série télévisée)
- 2007 : 3 Days of Darkness : Kimberly
- 2009 : Isang Lahi: Pearls from the Orient (documentaire) : Rosalie
- 2009 : Prinsipe sabong : Céline
- 2010 : Working Girls : Amy
- 2010-2011 : Juanita Banana (série télévisée) : Margaux Mamaril
- 2011-2012 : Maria la del Barrio (en) (série télévisée) : Cha-Cha
- 2012 : Luv U (série télévisée) : Sylvia
- 2012 : Mundo man ay magunaw (série télévisée) : Lailani San Juan jeune
- 2012-2013 : Wansapanataym (série télévisée) : Ricky / Elsa
- 2013 : Little Champ (série télévisée) : Maricel
- 2013 : Villa Quintana (série télévisée) : Linda Carillo
- 2014 : Be Careful With My Heart (série télévisée) : Camille
- 2014 : The Babysitters
- 2015 : Karelasyon (série télévisée) : Sandra
- 2011-2015 : Maalaala mo kaya (série télévisée) : Marlyn / Yvette / Irene
- 2015 : Dream Dad (série télévisée) : Precious Maniqued-Castro
- 2015 : The Ryzza Mae Show (série télévisée) : elle-même